# Carmen Muffler
Carmen Muffler (* 16. August 1993 in Uznach) ist eine Schweizer Politikerin (SP). Sie ist seit November 2018 Mitglied des Schwyzer Kantonsrats.

## Politische Laufbahn
Carmen Muffler kandidierte 2016 für den Wahlkreis Freienbach für den Schwyzer Kantonsrat, wurde jedoch nicht gewählt. 2018 rückte Carmen Muffler in den Kantonsrat nach. Von 2018 bis 2020 war sie Mitglied der Kommission für Gesundheit und Soziale Sicherheit. Im November 2019 wurde sie zur Präsidentin der SP-Fraktion gewählt. Dieses Amt führte Muffler bis 2024 aus. 2024 wurde sie in die Ratsleitung des Schwyzer Kantonsrats gewählt. Bei den Kantonsratswahlen 2020 und 2024 wurde sie in ihrem Amt bestätigt. Sie war Mitglied des Initiativkomitees sowohl von der Kinderbetreuungsinitiative, der Schwyzer Klimainitiative als auch der Kaufkraftinitiative.
Seit 2024 ist sie Präsidentin der SP Freienbach; seit 2018 war sie deren Vizepräsidentin. 
Muffler kandidierte bei den Schweizer Parlamentswahlen 2023 für den Nationalrat.